# أتلتيكو مدريد موسم 2014–15
كان موسم 2014–15 هو الموسم الـ84 لنادي أتلتيكو مدريد منذ تأسيسه والموسم الـ78 للنادي في الدوري الإسباني. تنافس أتلتيكو مدريد في الدوري الإسباني وكأس الملك ودوري أبطال أوروبا.